# موقع خيالي

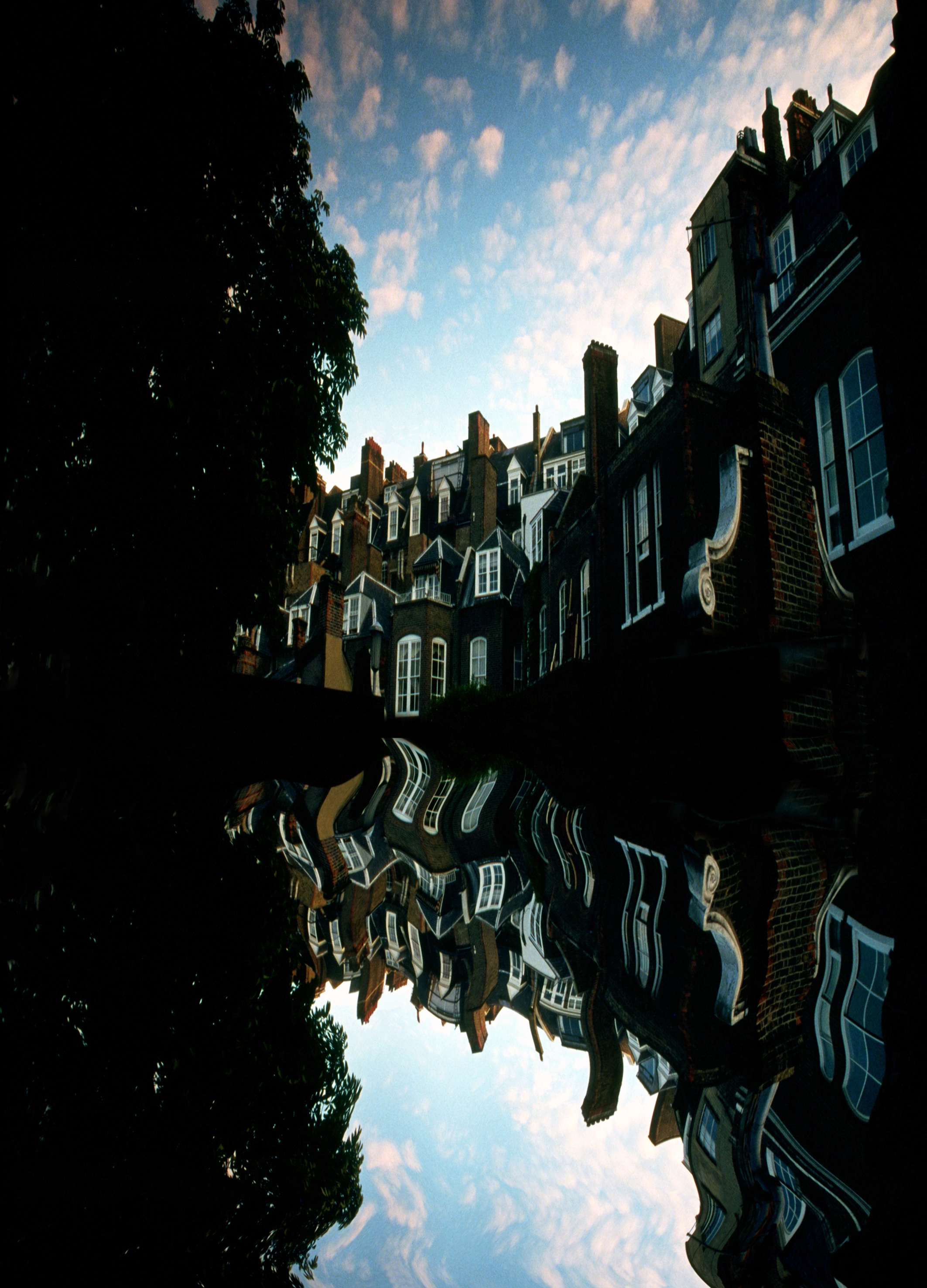
نايتسبردج، شارع والتون، لندن

«المواقع الخيالية» هي أماكن توجد فقط في الأدب الخيالي وليس في الواقع، مثل مملكة الظلام أو الكواكب ما بعد نبتون. يمكن للكتّاب إنشاء ووصف مثل هذه الأماكن لتكون بمثابة خلفية لأعمالهم الخيالية. يتم إنشاء مواقع خيالية أيضاً لاستخدامها كإعدادت في ألعاب تقمص الأدوار مثل سجون وتنانين.
يمكن استخدام المواقع الخيالية أيضاً لأسباب فنية في الواقع الفعلي في تطوير المواصفات، كالدولة الخيالية في أرض الكتب، التي تستخدم للسماح باستخدام رموز أرقام المقالات الأوروبية "EAN" وهي الأرقام 978 و979 لاستخدامها كأرقام في الكتب المعيارية الدولية المخصصة للكتب، والرمز 977 الذي سيخصص لاستخدام رقم الدوريات المعياري الدولي في المجلات وغيرها من الدوريات.
يمكن أن يكون حجم الموقع الخيالي بحجم جامعة، مثل جامعة ميسكاتونيك في هوارد فيليبس لافكرافت وبلدة ستيفن كينغ في رواية أرض سالم (رواية)، ومقاطعة يوكناباتاوفا]] في ويليام فوكنر، وغيرها. وقد تشكّل جزءاً كبيراً من قارة كما في الأرض الوسطى في الشمال الغربي، والتي يفترض أنها تمثّل أوروبا)، أو كوكب كامل كما في فرسان تنانين بيرن لآن مكافري، أو مجرة كاملة كما في كتب سلسلة الأساس لإسحق عظيموف، كما قد تكون أكوان متعددة (مواده المظلمة).